# Juan Lira Loayza
Juan Ramón Lira Loayza, né dans la province de Tacna le 31 mars 1968, est un avocat et homme politique péruvien. Il est ministre du Travail et de la Promotion de l'emploi entre le 30 mai et 5 août 2022.

## Biographie
Juan Lira Loayza a étudié le droit à l'Université privée de Tacna et a occupé la fonction de secrétaire technique du conseil régional de Tacna.
Juan Lira Loayza a été successivement conseiller juridique du diocèse de Tacna et Moquegua, et procureur de la municipalité de district d'Alto de la Alianza. 
En outre, il a également enseigné à l'Université privée de Tacna, à l'Université catholique de Los Angeles de Chimbote et à l'Université nationale Jorge Basadre Grohmann de Tacna.
Entre décembre 2021 et mai 2022, Juan Lira occupe la fonction clé de Directeur général de la Direction générale des droits fondamentaux de la santé et de la sécurité au travail du ministère du Travail et de la Promotion de l'emploi.
Le 30 mai 2022, Juan Lira Loayza est nommé ministre du Travail et de la Promotion de l'emploi dans le quatrième gouvernement de Pedro Castillo. Le 5 août 2022, il est remplacé par Alejandro Salas lors d'un remaniement au sein du quatrième gouvernement.